# Гамлет (фільм-балет, 1969)
«Гамлет» — радянський фільм-телебалет на музику Дмитра Шостаковича, поставлений на творчому об'єднанні «Екран» в 1969 році кінорежисером Сергієм Євлахішвілі і режисером-балетмейстером Віктором Камковим. Хореографічна фантазія на теми однойменної трагедії Вільяма Шекспіра.

## Сюжет
Цей телевізійний балет є хореографічною фантазією на теми однойменної трагедії Вільяма Шекспіра. Поставлено в традиціях радянської хореодрами. Хореографія побудована на змішуванні класичних балетних рухів і сучасного (для СРСР того часу) танцю.

## У ролях
- Маріс Лієпа —  Гамлет
- Маргарита Алфімова —  Гертруда
- Сергій Радченко —  Клавдій
- Ірина Холіна —  Офелія
- Андрій Кондратов — Лаерт
- Василь Смольцов —  Полоній
- Катерина Аксьонова, Ірина Возіанова —  Думки
- Григорій Гуревич —  Привид
- Наталія Єгельська, Георгій Гоц, Євген Низовий —  Актори
- Артисти Великого театру —  придворні, блазні

## Знімальна група
- Композитор:  Дмитро Шостакович
- Хореограф: Віктор Камков
- Кінорежисер:  Сергій Євлахішвілі
- Сценарист: Наталія Камкова
- Автор музичної композиції: Микола Мартинов